# Quem Me Roubou de Mim?
Quem Me Roubou de Mim? é um livro do padre e escritor Fábio de Melo lançado em 2008. Foi o terceiro livro mais vendido no Brasil em 2009 na categoria "Auto-ajuda e esoterismo", conforme levantamento da Revista Veja.